# Вірменська палеографія
Вірменська палеографія — розділ палеографії, який вивчає історію еволюції форм вірменського письма. Поняття включає також опис розвитку вірменського письма.
Вірменський алфавіт був створений в 406 році в містах Едеса і Самосата вченим-ченцем Месропом Маштоцем. Як і у випадку інших письмових систем світу, протягом більш як 1600 років графічне зображення вірменських букв зазнало деяких змін. Основні чотири графічні форми вірменського письма Середніх століть — еркатагир, болоргір, нотргір і шхагір. З них перший є маюскульною формою, інші три — мінускульною формою накреслення літер. Найбільш поширеними були форми еркатагир і болоргір. У межах кожного з цих видів можливі певні варіації.